# 细枝毛灯藓
细枝毛灯藓（学名：Rhizomnium striatulum）为提灯藓科毛灯藓属下的一个种。

## 扩展阅读
- 維基物種上的相關：细枝毛灯藓